# 리쇼어링
리쇼어링(영어: Reshoring 또는 온쇼어링onshoring, 인쇼어링inshoring, 백쇼어링backshoring)은 해외에 진출한 국내 제조 기업을 다시 국내로 돌아오도록 하는 정책이다. 저렴한 인건비를 이유로 해외로 공장을 옮기는 오프쇼어링과는 반대되는 말이다.

## 국가별 현황

### 미국
지난 20년간 미국 기업은 저렴한 인건비를 이유로 제조공장을 중국, 베트남, 말레이시아 등으로 옮기는 오프쇼어링 정책을 폈다. 
그러나 오바마 대통령이 취임한 이후 “Remaking America”정책에 따라 최소한의 제조업은 미국 국내에 있어야 한다면서 리쇼어링 정책을 펼치기 시작했다. 

## 같이 보기
- 반세계화 운동
- 자유 무역
- 세계성
- 외국인 노동자
- 초과수요
- 아웃소싱
- 역외회사
- 구조조정
- 조세 피난처